# Bryoptera nigrilineata
Bryoptera nigrilineata är en fjärilsart som beskrevs av W. Warren 1906. Bryoptera nigrilineata ingår i släktet Bryoptera och familjen mätare. Inga underarter finns listade i Catalogue of Life.